# آورو لینکلن
آورو لینکلن (به انگلیسی: Avro Lincoln) یک هواپیمای ساختِ کارخانهٔ آورو در کشور بریتانیا است. نخستین استفاده‌کنندهٔ این هواپیما نیروی هوایی سلطنتی بریتانیا بوده‌است. این هواپیما در ۹ ژوئن ۱۹۴۴ میلادی نخستین پرواز خود را انجام داد.